# توماس وولف (مجرم)
توماس وولف (بالألمانية: Thomas Wolf)‏ هو مجرم ألماني، ولد في 11 فبراير 1953 في دوسلدورف في ألمانيا.